# القوات البحرية اليمنية
القوات البحرية والدفاع الساحلي أحد فروع القوات المسلحة اليمنية تم إنشائها بعد توحيد اليمن في 1990 ودمج القوات البحرية الشمالية والجنوبية تحت مسمى واحد. وتشمل مهامها حماية الشريط الساحلي اليمني على البحر الأحمر والبحر العربي.
و تتكون من قيادة القوات البحرية والدفاع الساحلي ووحدات بحرية عائمة ووحدات دفاع ساحلي ووحدات مشاه بحرية وتمتلك القوات الجوية عدة قواعد عسكرية بحرية منها «قاعدة المكلا البحرية» في المكلا بحضرموت و«قاعدة التواهي البحرية» في عدن.

## الهيكل التنظيمي
تتكون من الآتي:

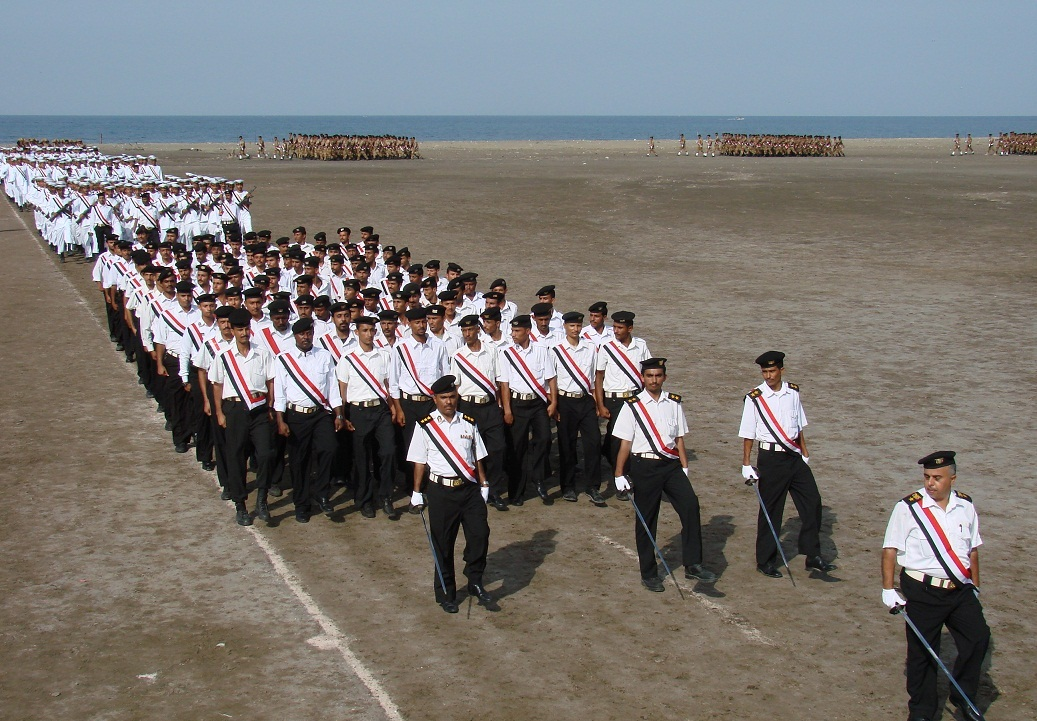
البحرية اليمنية في عرض عسكري بشهر مايو 2011

1. قيادة القوات البحرية والدفاع الساحلي شاملة وظائف الإعداد والتأمين والإدارة والسيطرة في تنظيم يتوخى تفعيل هذه الوظائف ويهيئ لتخفيف الإدارة المركزية في التنظيم اللاحق.
2. وحدات بحرية عائمة
3. وحدات دفاع ساحلي
4. وحدات مشاه بحرية
5. قواعد بحرية يحدد عددها ووظائفها تبعاً للهيكل التنظيمي للقوات البحرية والدفاع الساحلي.
6. أي تشكيلات أساسية يتطلبها تقسيم مسرح العمليات البحري

## القوة العسكرية
القوام القتالي والانتشار العملياتي للوحدات:
| م | القوة                   | مكان التمركز | المحافظة       | المنطقة العسكرية |
| - | ----------------------- | ------------ | -------------- | ---------------- |
| 1 | قاعدة المكلا البحرية    | المكلا       | محافظة حضرموت  | المنطقة الثانية  |
| 2 | قاعدة التواهي البحرية   | التواهي      | محافظة عدن     | المنطقة الرابعة  |
| 3 | قاعدة الحديدة البحرية   | الحديدة      | محافظة الحديدة | المنطقة الخامسة  |
| 4 | اللواء الأول مشاة بحري  | سقطرى        | محافظة حضرموت  | المنطقة الثانية  |
| 5 | اللواء الثاني مشاة بحري | بئر علي      | محافظة شبوة    | المنطقة الثالثة  |

## القادة
- الواء الركن بحري أحمد عبد الله الحسني (1994 ـ 1999).
- اللواء الركن رويس عبد الله علي مجور (1999 - أبريل 2012).
- الفريق الركن بحري عبد الله سالم النخعي (أبريل 2012 - الآن).

## التسليح
| السلاح                               | الصورة | المنشئ           | في الخدمة |        |        |        |
| كورفيت                               | كورفيت | كورفيت           | كورفيت    | كورفيت | كورفيت | كورفيت |
| ------------------------------------ | ------ | ---------------- | --------- | ------ | ------ | ------ |
| كورفيت فئة ترانابول                  |        | الاتحاد السوفيتي | وحدتين    |        |        |        |
| زوارق صواريخ                         |        |                  |           |        |        |        |
| زورق صواريخ أوسا                     |        | الاتحاد السوفيتي | 18 وحدة   |        |        |        |
| زوارق دورية                          |        |                  |           |        |        |        |
| طراد غواصات فئة 037                  |        | الاتحاد السوفيتي | 3 وحدات   |        |        |        |
| زورق الدورية صنعاء                   |        | اليمن            | وحدتين    |        |        |        |
| زوارق دورية هجومي سريع بطول 37.5 متر |        | الاتحاد السوفيتي | 10 وحادت  |        |        |        |
| زوارق نقل وانزال                     |        |                  |           |        |        |        |
| زوارق إنزال معدات                    |        | الاتحاد السوفيتي | 4 وحدات   |        |        |        |
| سفينة إنزال فئة بولنوكني             |        | الاتحاد السوفيتي | وحده      |        |        |        |
| كاسحات الألغام                       |        |                  |           |        |        |        |
| كاسحة ألغام فئة ناتيا                |        | الاتحاد السوفيتي | وحده      |        |        |        |
| كاسحة ألغام فئة يفغينيا              |        | الاتحاد السوفيتي | وحدتين    |        |        |        |